# Roberto Sarfatti

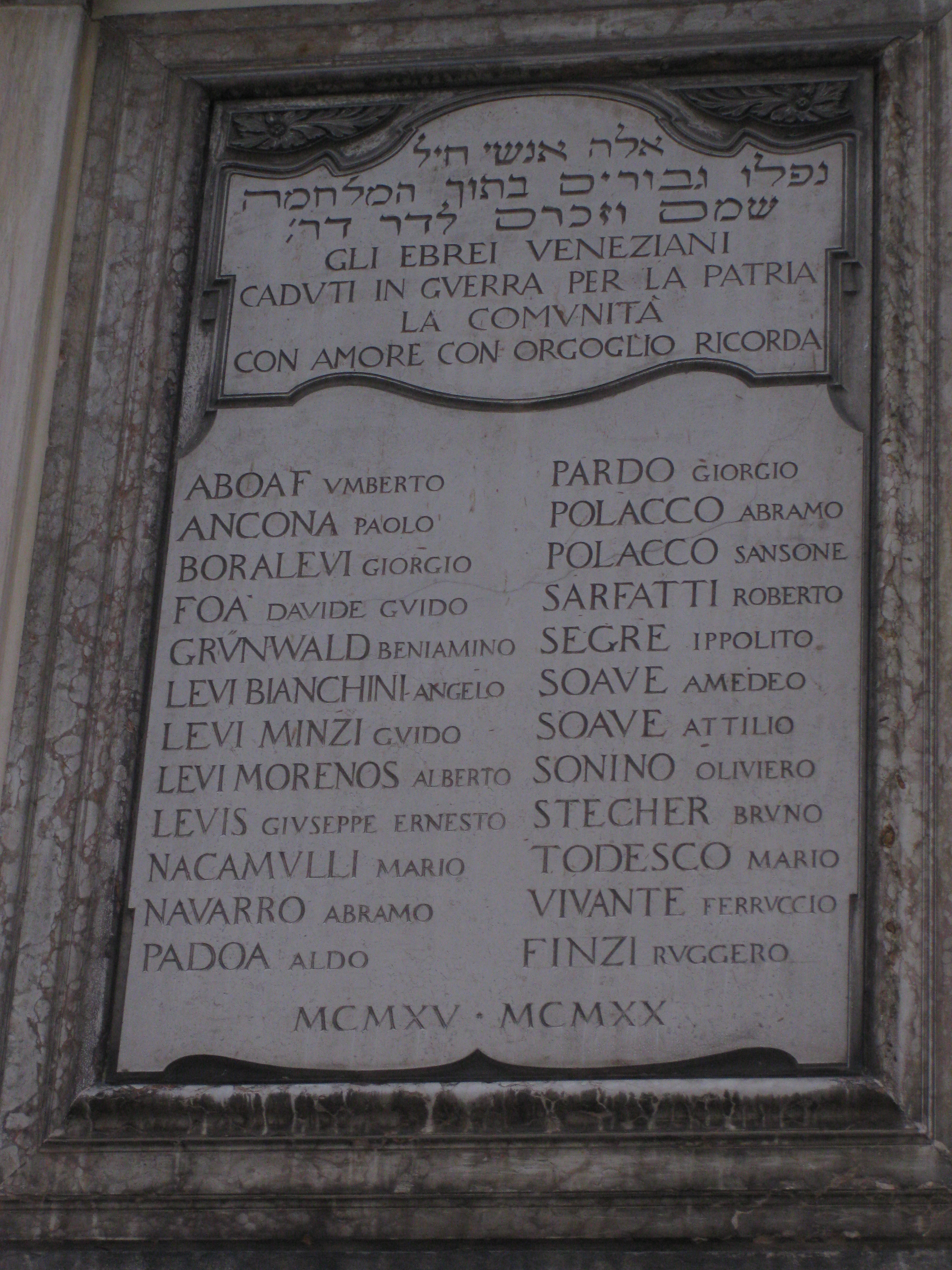
Targa commemorativa per i caduti della comunità ebraica di Venezia durante la prima guerra mondiale che riporta il nome di Roberto Sarfatti

Roberto Sarfatti (Venezia, 10 maggio 1900 – Col d'Echele, 28 gennaio 1918) è stato un militare italiano, insignito della medaglia d'oro al valor militare.

## Biografia
Nato a Venezia da famiglia ebraica, all'età di due anni si trasferì a Milano con il padre Cesare e la madre Margherita Grassini. 

Studiò prima al Politecnico milanese, dove ebbe tra gli insegnanti Alfredo Panzini, poi a Bologna, dove partecipò alle iniziative del movimento interventista. A 15 anni, nonostante il divieto della famiglia, si arruolò volontario usando una documentazione falsa ottenuta tramite Filippo Corridoni. L'inganno però venne scoperto e il giovane fu costretto a lasciare il 35º Reggimento Fanteria: il padre decise di allontanarlo, facendogli frequentare l'Istituto nautico S. Venier di Venezia, con cui viaggiò per mare per alcuni mesi.
Nel 1917, raggiunta ormai l'età che lo consentiva, poté arruolarsi volontario nel corpo degli Alpini: con il 6º Reggimento affrontò le prime battaglie, ottenendo subito il grado di caporale per il valore mostrato. Dopo alcuni giorni di licenza premio, ritornò in prima linea con il suo battaglione, impegnato nei combattimenti sull'Altopiano dei Sette Comuni. 

Il 28 gennaio 1918 ebbe inizio la prima battaglia dei Tre Monti: il giovane caporale combatté valorosamente tra le trincee, facendo prigionieri trenta austriaci, ma nel corso di un nuovo assalto venne raggiunto alla fronte dal fuoco avversario. Il suo corpo venne ritrovato solo nel 1934 e riposa oggi nel Sacrario militare di Asiago.
Nel 1918 Ada Negri ne commemorò la figura nell'opera Orazioni, e fu tra i curatori di una monografia in cui vennero pubblicate le sue lettere.
Il 19 aprile 1925 gli fu conferita la medaglia d'oro al valor militare: è il più giovane tra i decorati con la massima onorificenza della prima guerra mondiale.
Sul Col d'Echele fu eretto un monumento commemorativo, progettato dall'architetto Giuseppe Terragni.